# Зебир-Юртовское сельское поселение
Зебир-Юртовское се́льское поселе́ние — муниципальное образование в Надтеречном районе Чечни Российской Федерации.
Административный центр — село Зебир-Юрт.

## История
Статус и границы сельского поселения установлены Законом Чеченской Республики от 20 февраля 2009 года № 16-РЗ «Об образовании муниципального образования Надтеречный район и муниципальных образований, входящих в его состав, установлении их границ и наделении их соответствующим статусом муниципального района и сельского поселения».

## Население
| 2010 | 2012 | 2013 | 2014 | 2015 | 2016 | 2017 |
| ---- | ---- | ---- | ---- | ---- | ---- | ---- |
| 758  | ↗806 | ↗869 | ↗870 | ↗886 | ↗892 | ↘890 |
| 2018 | 2019 | 2020 | 2021 | 2023 | 2024 |      |
| ↗901 | ↗906 | ↗909 | ↘901 | ↗907 | ↗914 |      |

## Состав сельского поселения
| № | Населённый пункт | Тип населённого пункта       | Население |
| - | ---------------- | ---------------------------- | --------- |
| 1 | Зебир-Юрт        | село, административный центр | ↗914      |